# Józef Piątek
Józef Piątek (ur. 12 kwietnia 1956, zm. 5 czerwca 2017) – polski samorządowiec, wieloletni burmistrz Nowogrodu.

## Życiorys
Urodził się w Dobrym Lesie, w 1956 jako syn Czesław i Heleny. W kadencjach 1990–1994, 1994–1998, 1998–2002, 2006–2010, 2010–2014 piastował urząd burmistrza miasta Nowogród. Na kolejną kadencję, którą przerwała jego śmierć został wybrany w 2014. Był między innymi współorganizatorem Ogólnopolskich Dni Kultury Kurpiowskiej. Józef Piątek był także działaczem Towarzystwa Przyjaciół Ziemi Łomżyńskiej.